# 西固城镇
西固城镇，是中华人民共和国河北省邢台市任泽区下辖的一个乡镇级行政单位。 区域面积63平方千米。

## 行政区划
西固城镇下辖以下地区：
大豆村社区、西固城村、齐村、生刘庄村、前台南村、后台南村、骆家庄村、东固城村、辛益村、路一村、路二村、路三村、南留寨村、小东吴村、前大宋村、后大宋村、郭村、孟庄村、赵村、胡庄村、翟庄村、陈杜科村、单杜科村和孙杜科村。